# Administration apostolique d'Ouzbékistan

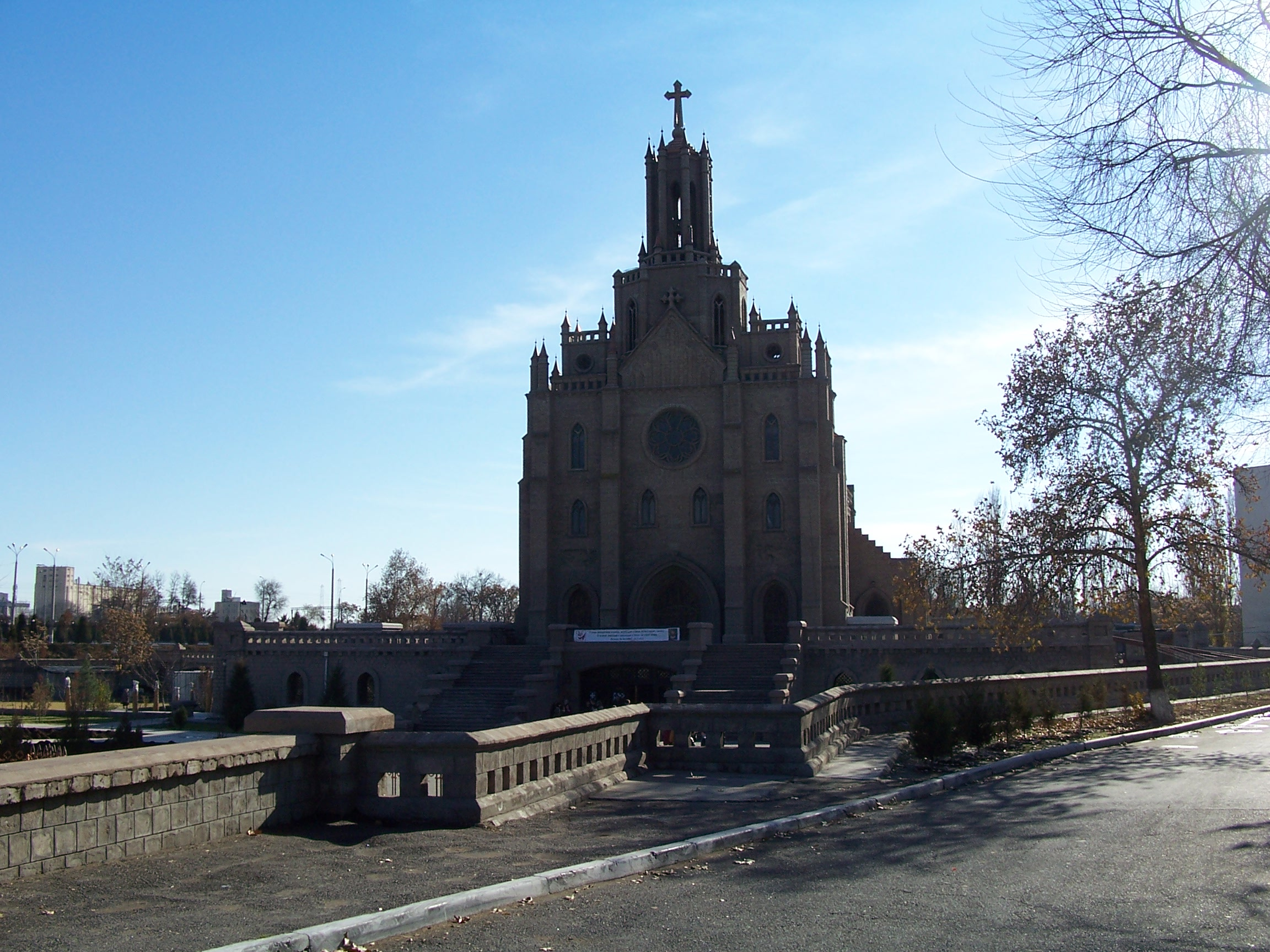
Façade de la cathédrale catholique de Tachkent.

L'administration apostolique d'Ouzbékistan (Apostolica administratio usbekistanianus) est un territoire apostolique de l'Église catholique recouvrant le territoire de l'Ouzbékistan, pays d'Asie centrale à 95% musulman. Elle regroupe une petite communauté catholique d'environ 4 000 fidèles répartis dans tout le pays, mais surtout à Tachkent et à Samarcande. Son siège est la cathédrale du Sacré-Cœur de Tachkent.

## Historique
De petites communautés catholiques formés de Polonais et d'Allemands sujets de l'Empire russe se forment au tournant du XIXe et du XXe siècle. Toutes leurs églises sont détruites ou fermées du temps de l'URSS.
Le 29 septembre 1997, le pape Jean-Paul II signe un décret apostolique fondant la mission sui juris d'Ouzbékistan pour desservir les communautés subsistantes de descendants de catholiques demeurées dans ce pays devenu indépendant en 1991. Le premier administrateur est le P. Krzysztof Kukułka, franciscain conventuel polonais.
Le 1er avril 2005 par la bulle Totius Dominici gregis, la mission est érigée en administration apostolique avec à sa tête Mgr Jerzy Maculewicz, franciscain conventuel de souche polonaise et né en république socialiste soviétique d'Ukraine en 1955.

## Aujourd'hui
Le territoire de l'administration apostolique d'Ouzbékistan regroupe en 2013 cinq paroisses dans tout le pays qui compte plus de 29 millions d'habitants à majorité sunnite avec une petite minorité (4%) orthodoxe russe et 1% de chiites.
Les cinq paroisses sont les suivantes par ordre d'importance:
- Paroisse du Sacré-Cœur de Tachkent (siège)
- Paroisse Saint-Jean-Baptiste de Samarcande
- Paroisse Sainte-Marie de Ferghana[2],[3]
- Paroisse Saint-André de Boukhara
- Paroisse Notre-Dame d'Ourgentch